# 마거릿 우드브리지
마거릿 달링 우드브리지(Margaret Darling Woodbridge, 1902년 1월 6일 ~ 1995년 2월 23일)는 전 미국의 수영 선수이자, 올림픽 챔피언, 세계 기록 보유자였다.
디트로이트에서 태어난 그녀는 1920년 안트베르펀 올림픽에 나가 400m 자유형 릴레이 팀의 일원으로서 금메달을 획득하였다. 우드브리지와 팀의 일원들 프랜세스 슈로스, 아이린 게스트와 에셀다 블라이브트리는 결승전에서 5분 11.6초의 세계 신기록을 세웠다.
개인적으로 우드브리지는 300m 자유형 결승전에서 4분 42.8초와 함께 블라이브트리에게 밀려 은메달을 땄다.
1989년 국제 수영 명예의 전당에 헌액되었다.
93세의 나이로 뉴욕 브루클린에서 사망하였다.

## 같이 보기
- 올림픽 수영 여자 메달리스트 목록
- 수영 계영 400m 세계 기록 추이